# Иковка
Иковка — село в Кетовском муниципальном округе Курганской области России. 
Являлся административным центром Иковского сельсовета до его упразднения в 2022 году.

## География
Село находится в центральной части области, в пределах юго-западной части Западно-Сибирской равнины, в лесостепной зоне, при железнодорожной линии Екатеринбург — Курган, на расстоянии примерно 35 километров (по прямой) к северо-западу от села Кетова, административного центра района. Абсолютная высота — 135 метров над уровнем моря.
Климат
Климат характеризуется как резко континентальный, с холодной продолжительной малоснежной зимой и тёплым сухим летом. Среднегодовая температура — −1 °C. Средняя температура воздуха самого холодного месяца (января) составляет −17,9 °C (абсолютный минимум — −49,7 °С); самого тёплого месяца (июля) — 19,3 °C (абсолютный максимум — 40,5 °С). Безморозный период длится 117 дней. Годовое количество атмосферных осадков — 329 мм, из которых 229 мм выпадает в период с мая по сентябрь. Продолжительность периода с устойчивым снежным покровом равна 145 дням.

## Население
| 1989 | 2002  | 2010  | 2021  |
| ---- | ----- | ----- | ----- |
| 4362 | ↗5364 | ↘4672 | ↘3461 |

Гендерный состав
По данным Всероссийской переписи населения 2010 года в гендерной структуре населения мужчины составляли 73,7 %, женщины — соответственно 26,3 %.
Национальный состав
Согласно результатам Всероссийской переписи населения 2002 года, в национальной структуре населения русские составляли 93 %.